# Helenio (Náucratis)

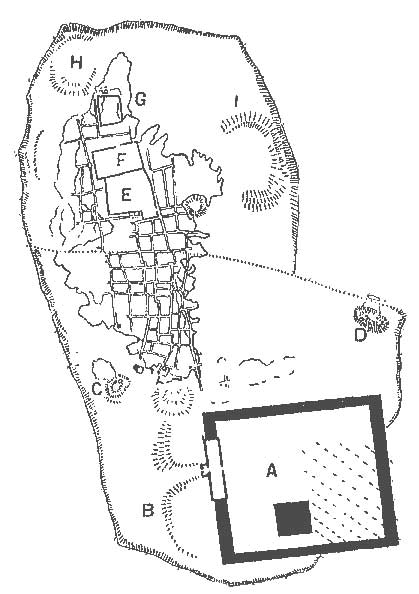
Plano de las ruinas de Náucratis. A: Templo Helénico o Helenio B: Actual villa árabe E: Templos de Apolo y Hera F: Templo de los Dióscuros G: Templo de Afrodita

El Helenio (en griego Ἑλλήνιον) fue un santuario común de los antiguos griegos en Náucratis, en el delta del Nilo (Egipto).
El Helenio fue un recinto sagrado dedicado "a los dioses de los griegos" según consta en cerámica griega encontrada en el santuario, donde predominan los hallazgos de figuras de terracota, predominantemente, prótomos. Se erigió cuando la ciudad de Naucratis floreció bajo el faraón Amasis (570 - 526 a. C.), al concederla un estatus especial para los mercaderes griegos. El témenos fue construido con el esfuerzo conjunto de nueve ciudades griegas orientales, las jonias de Quíos, Teos, Focea y Clazomene, las dorias de Cnido, Rodas, Halicarnaso y Fasélide y la eolia de Mitilene.

"El faraón Amasis fue también amigo de los griegos y les hizo mucho bien. A los que llegaban a Egipto les dio Naucratis para que habitaran en ella. A los que no querían habitar allí, sino dedicarse al comercio marítimo, les regaló campos para que elevaran allí altares y recintos sagrados para los dioses. El mayor de ellos, el más famoso y nombrado, el llamado Helenio, fue erigido en común por las siguientes ciudades: de las jonias, Quíos, Teos, Focea y Clazomene; de entre las rodias, Cnido, Rodas, Halicarnaso y Fasélide; de entre las eolias, sólo Mitilene."
Heródoto. Historiae II, 178. 